# Sjöranunkel
Sjöranunkel (Ranunculus lingua) är en art i familjen ranunkelväxter och förekommer naturligt från Europa till västra och centrala Asien, samt i västra Himalaya.
Det är den största av de svenska Ranunculus-arterna, inte enbart till blomkronan utan även till örtståndet, som kan uppnå en höjd av 1,5 till 2 meter. Bladen är jämnbrett lansettlika, alldeles hela och långt tillspetsade och blir flera decimeter långa. Hela örten har namn om sig att vara skarp och giftig och i stånd att dödligt förgifta djur, som råkat avbeta den. Blomkronan är en av de största i vår flora.
Arten förekommer sällsynt i södra och mellersta Sverige och Finland och på låglandet i sydöstra delen av Norge. Den växer i lugnt vatten, någon gång i diken, men ymnigare i åar och insjövikar bland den högresta vattenvegetationen av säv, svärdslilja, vass, kaveldun m.m. 
Det äldre namnet åmöga skall syfta på blommans glans och storlek och växten hemvist bland vassen.

## Synonymer

### Svenska synonymer
Åmöga

### Vetenskapliga synonymer
Flammula lingua (L.) Fourr.
Ranunculus lingua var. hirsutus N.H.F.Desp.
Ranunculus longifolius Lam. nom. illeg.